# Roger d’Amory
Roger d'Amory o Roger Damory (fallecido el 13 o 14 de marzo de 1322) fue un caballero y noble inglés, primer barón Damory desde 1317 y guardián del castillo de Corfe. Fue conocido por haber sido uno de los favoritos del rey Eduardo II de Inglaterra. Su ascenso meteórico en la corte real, su matrimonio con una heredera de la realeza y su posterior participación en las revueltas contra los Despenser marcaron su breve pero intensa carrera política. Su cercanía con el monarca y su caída en desgracia reflejan las tensiones internas que definieron el turbulento reinado de Eduardo II.

## Biografía
Roger d'Amory nació en una familia de la pequeña nobleza y de origen normando, propietaria de tierras en Oxfordshire, Buckinghamshire y Somerset. Era el hijo más joven de sir Robert d'Amory, un caballero de Bucknell y Woodperry, en Oxfordshire; de quien no heredó nada tras su muerte alrededor del año 1285. Roger también poseía por derecho propio los señoríos de Bletchingdon y Holton, en Oxfordshire; de Standon en Hertfordshire, de Caythorpe en Lincolnshire y el castillo de St Briavels.
Desde 1309, Roger sirvió a Gilbert de Clare, octavo conde de Gloucester. Logró destacarse como soldado durante las guerras de Eduardo II contra Escocia, especialmente en la campaña de Bannockburn en 1314. Aunque aquella batalla supuso una humillante derrota para los ingleses, Eduardo II premió la lealtad de d'Amory con tierras y privilegios, entre ellos el castillo de Knaresborough en diciembre de 1314. Esto pudo deberse a la influencia de su hermano Richard, quien era mayordomo de la casa real.

### Relación con Eduardo II
A finales de 1316, Damory podía considerarse uno de los favoritos de rey, con una enorme influencia, junto con Hugo de Audley y Hugo Despenser. Aunque la naturaleza exacta de su relación con Eduardo II sigue siendo objeto de debate académico, existen suficientes evidencias que sugieren una conexión personal más allá de lo meramente político. Algunos historiadores lo han considerado un posible amante suyo, basándose en la cantidad de tierras y honores que recibió en un corto período de tiempo y en la evidente predilección que el monarca tenía por él.
En abril de 1317 Eduardo lo casó con su sobrina, Elizabeth de Clare, nieta de Eduardo I y viuda de John de Burgh, y una de las tres coherederas de vastas tierras en el suroestee de Inglaterra y Gales. Ese año se le concedieron los señoríos de Sandal, Yorkshire y Vauxhall, en Surrey. Gracias al matrimonio, Damory se convirtió en uno de los nobles más ricos del reino. El 24 de noviembre de 1317 fue convocado al Parlamento como barón Damory, siendo convocado nuevamente en los años 11 (1318), 12 (1319), 13 (1320) y 14 (1321) del reinado de Eduardo II. Para 1319, Damory ya era uno de los hombres de confianza del rey, tras la ejecución de Piers Gaveston.
Muchos lores ingleses estaban descontentos con los favoritos del Rey. El líder de ellos, Tomás de Lancaster, ocupó en 1317 dos castillos de Damory y lo acusó de organizar un atentado contra su vida. También Bartholomew de Badlesmere y Aymer de Valence enviaron una carta a Damori en noviembre del mismo año, pidiéndole que fuera más moderado al aceptar los regalos del rey. A partir de 1319, d'Amory comenzó a perder la influencia que tenía sobre el rey debido al ascenso de Hugo Despenser el Joven, quien se casó con otra dama de la familia Clare (hermana de Elizabeth) y decidió apoderarse de toda la herencia. Este desplazamiento provocó tensiones dentro de la Corte, especialmente entre los barones del reino, que veían con alarma el poder cada vez mayor que acumulaban los Despenser.

### Rebelión y caída
En 1321, Damory se unió a los señores de las Marcas Galesas, quienes organizaron una rebelión (la Guerra de los Despenser). Damory participó activamente: capturó Gloucester, incendió Bridgnorth y colaboró en el asedio de Tickhill. Como resultado, sus tierras fueron confiscadas y se ordenó su arresto. Tras su capitulación, Damory huyó al norte, a casa de Tomás de Lancaster. 
En 1322 los rebeldes fueron derrotados en la batalla del Puente Burton contra el ejército real. En esta, D'Amory fue herido, capturado y trasladado a prisión. Fue condenado a muerte, por traición, pero recibió el indulto del rey Eduardo II, quien aún sentía compasión por él. Tres días después, Damory murió a causa de sus heridas en el castillo de Tutbury. Fue enterrado en St. Mary's, Ware, Hertfordshire .

## Legado y familia
Roger d'Amory fue una figura representativa del sistema de favores, intrigas y favoritismos que caracterizó el reinado de Eduardo II. Su ascenso y caída ilustran la volatilidad de la política cortesana y las profundas fracturas dentro de la nobleza inglesa. Aunque no alcanzó la notoriedad histórica de Piers Gaveston o Hugh Despenser, su rol como favorito del rey y su trágico final reflejan las dificultades del gobierno de Eduardo II y las complejas dinámicas del poder en la Inglaterra medieval.
Roger Damori se casó poco antes del 3 de mayo de 1317 con Elizabeth de Clare, hija de Gilbert de Clare, VI conde de Hertford y de Juana de Acre (hija del rey Eduardo I de Inglaterra). De este matrimonio solo nacieron dos hijas: Leonor (1319-1360) y Elizabeth (1318-1361), esposa de John Bardolf, III barón Bardolf.  Leonor se casó con John de Raleigh (nacido c. 1315) alrededor del año 1338, con quien engendró a sir Walter Raleigh.